# Pedro de Meneses, 1.º Conde de Cantanhede
Dom Pedro de Meneses( - Novembro de 1518), 5º senhor de Cantanhede, 1.º conde de Cantanhede, senhor de Atalaia, Tancos e e Ericeira. alferes-mor de D. Manuel I.
A 6 de Agosto de 1479, o rei D. Afonso V de Portugal concedeu-lhe o título do condado de Cantanhede por o ter servido na Batalha de Toro, em que "o seu valor, prudência e e autoridade conduziu muito para a união dos nossos".
Já antes, a 6 de março de 1476, D. Afonso V lhe doara "para sempre" o morgado de Cantanhede e o padroado da igreja de Santa Maria de Melres, e a 29 de junho de 1476 concedera-lhe uma tença anual de 50 mil reais de prata.
Terá sido um dos primeiros vinte e sete cavaleiros a receber a Ordem da Torre e Espada.

## Dados genealógicos
Filho de D. João de Meneses, que foi herdeiro da Casa de Cantanhede, e de sua mulher, D. Leonor da Silva, filha de Aires Gomes da Silva, 3.º senhor de Vagos.
Casou-se em primeiras núpcias com D. Leonor de Castro, filha de D. Álvaro de Castro, 1.º Conde de Monsanto e D. Isabel da Cunha, 3.ª Senhora de juro e herdade das vilas de Castelo Rodrigo, de Tarouca e de Valdigem, da vila de Cascais e seu termo.
Casou-se em segundas núpcias com D. Beatriz de Melo, filha do chanceler-mor Rui Gomes de Alvarenga. Foram pais de D. Aleixo de Meneses, célebre aio do rei D. Sebastião de Portugal.
Casou-se em terceiras núpcias com D. Guiomar Coutinho, antes de 11 de Maio de 1492, filha de D. Tristão Coutinho, comendador de Arruda, e D. Isabel Fogaça.